# Jensen FF
Jensen FF – sportowy samochód osobowy produkowany przez brytyjską firmę Jensen w latach 1966-1971. Dostępny jako 2-drzwiowe coupé. Do napędu użyto silnika V8 o pojemności 6,3 litra. Moc przenoszona była na obie osie poprzez 3-biegową automatyczną skrzynię biegów. Był to pierwszy samochód osobowy produkowany seryjnie wyposażony w napęd na obie osie (nie licząc samochodów terenowych). W plebiscycie na Europejski Samochód Roku 1967 samochód zajął 2. pozycję (za Fiatem 124, ex aequo z BMW 1600). Wyprodukowano 320 egzemplarzy modelu. Oprócz napędu na cztery koła, Jensen posiadał pierwszeństwo także w kwestii hamulców. Był pierwszym autem w którym zastosowano układ ABS. Było to rozwiązanie Maxaret Dunlop, które wcześniej wykorzystywane było w lotnictwie. Konstrukcja ta bazowała na systemie z kołem zamachowym.

## Dane techniczne
Źródło:

### Silnik
- Chrysler V8 6,3 l (6286cm³), 2 zawory na cylinder, OHV
- Układ zasilania: gaźnik
- Średnica cylindra × skok tłoka: 107,95 mm × 85,85 mm
- Stopień sprężania: 10,0:1
- Moc maksymalna: 330 KM (242 kW) przy 4600 obr./min
- Maksymalny moment obrotowy: 576 N•m przy 2800 obr./min
- Maksymalna prędkość obrotowa silnika: 5100 obr./min

### Osiągi
- Przyspieszenie 0-80 km/h: 5,8 s
- Przyspieszenie 0-100 km/h: 7,7 s
- Przyspieszenie 0-160 km/h: 22,4 s
- Czas przejazdu pierwszych 400 m: 16,1 s
- Prędkość maksymalna: 210 km/h